# Folies-Belleville
Les Folies-Belleville est une ancienne salle de cabaret, réunions publiques, café-théâtre, music-hall et cinéma à Paris. 

## Situation
Alors située dans le village de Belleville, la salle des « Folies Belleville » occupait l'emplacement de l'actuel 8, rue de Belleville, héritage de l'ancienne Courtille où les parisiens aimaient à se rendre pour danser et manger.

## Historique
Vers 1790, le cabaretier Gilles Dénoyez ouvre un établissement à Belleville qui est à l'époque un village en dehors des limites de Paris, à l'enseigne Vielleuse, sur une très vaste parcelle qu'il a acquise de terrains déjà partiellement bâtis, située à l'est du boulevard de Belleville, entre les actuelles rue de Belleville (au nord), rue Lemon (au sud) et encore un plus à l'est, au-delà du site de la future rue Dénoyez (qui tiendra donc son nom du patronyme cette personne). Lui succède un nommé Close qui développe ce débit de vin, et à la mort de celui-ci l'un de ses fils, Jean-Claude, ouvre un nouveau cabaret à l'enseigne Le Grand Saint Martin dans un bâtiment aujourd'hui disparu, à l'emplacement de l'actuel 10, rue de Belleville. Cette guinguette est typique de celles qui pullulent à l'époque aux portes de Paris. D'autres établissements existent autour du Grand Saint Martin, mais c'est devant celui-ci, qui jouit d'une très grande renommée, que se forme chaque année, à la fin du Carnaval de Paris, le cortège  des participants à la descente de la Courtille, qui clôt les festivités.
Le déclin de celles-ci après 1842 nuisant au succès de l'affaire familiale, deux fils de Jean-Claude relancent leur guinguette en ouvrant en face, dans les jardins de celles-ci, un bal à l'enseigne des Folies de Belleville (désignée par la clientèle sous le nom de Folies Dénoyez).

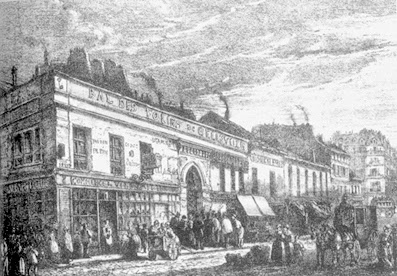
Les Folies-Belleville vers 1860.

Dans les années 1860, les jardins sont lotis et le bal bénéficie d'une nouvelle construction en dur en 8, rue de Belleville, bâtiment qui abrite aussi, au coin de la rue Dénoyez, un débit de boisson tenu par un nommé Papin. Il fait face à l'ancienne maison Dénoyez du 10, rue de Belleville, sur le trottoir opposé de la rue Dénoyez, établissement qui est devenu le Calliope, à présent exploitée par un nommé Vienne, et qui n'est plus une guinguette mais un café-concert. Car c'est ce type d'établissement qui est devenu la mode.

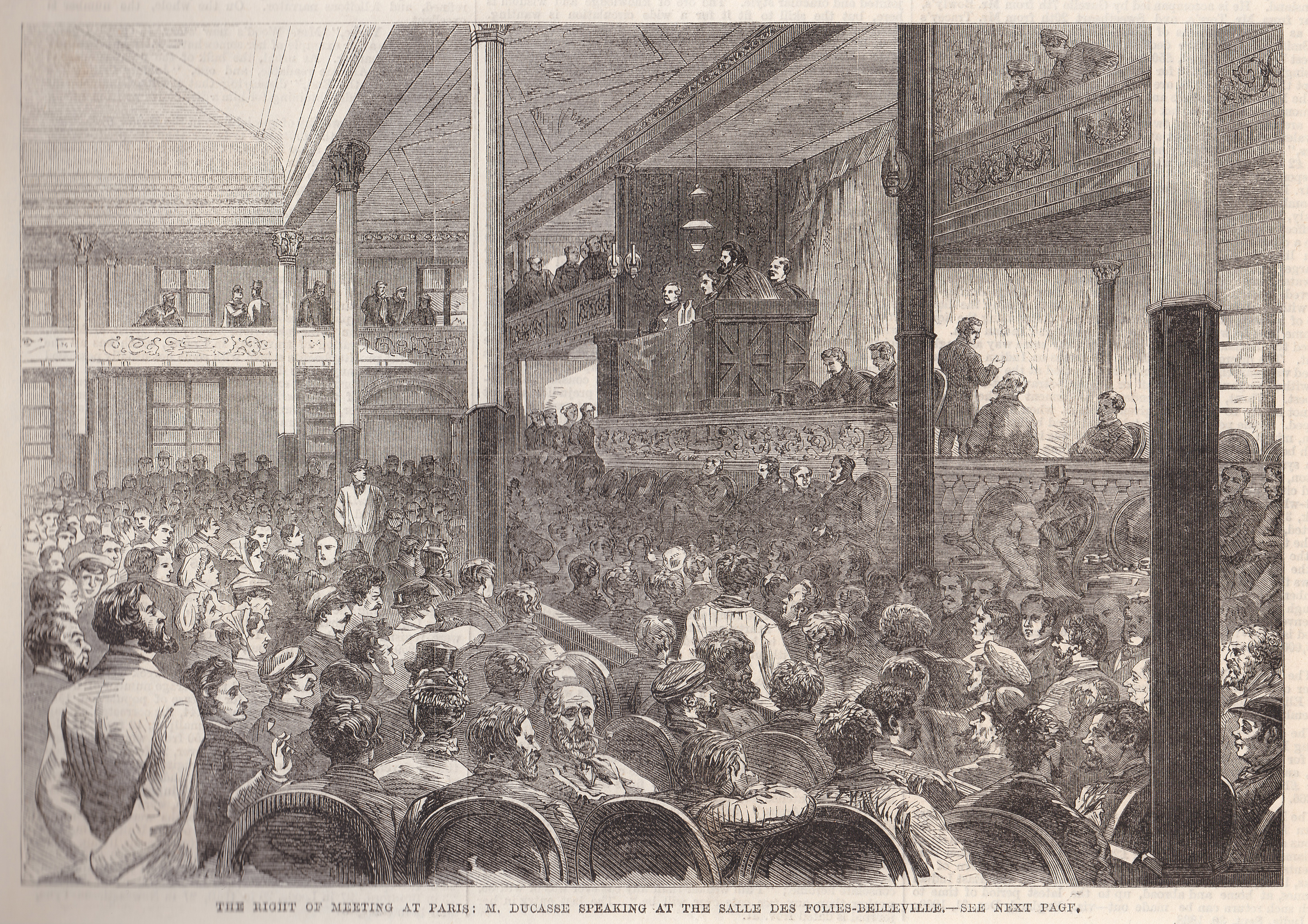
Ducasse à la tribune d'une réunion publique aux Folies-Belleville.

À la suite de la loi du 6 juin 1868 qui autorise la tenue de réunions publiques non-politiques, la salle des Folies-Belleville, devient un haut lieu de rassemblement révolutionnaire : dans cette salle pouvait contenir plus de 3 000 personnes pas moins de 124 séances remarquées pour la qualité et la violence de leurs débats, s'y déroulent sous la présidence d'orateurs aux idées radicales proche du Communisme et de la Libre-pensée. La presse de l'époque rend compte quotidiennement de ces réunions agitées ; celle du 10 octobre 1869 où Ducasse affirmait à la tribune qu'il fallait suspendre les huissiers -- avant de se reprendre "le mot suspendre est un peu long, j'en préférerais un plus court" -- et qui finit en pugilat avec les forces de l'ordre est restée dans les mémoires.
La salle ne voit son élan arrêté que par les sentiments antisocialistes de son propriétaire qui refuse de la louer à partir de la fin 1869 mais celle-ci aura ouvert la voie à l'avènement de la Commune de Paris quelques mois plus tard.
Le Bal des Folies à son tour suit l'exemple de la maison Vienne en 1872. Consacré dès lors à la danse et à la chanson, on y représente des vaudevilles, des  opérettes et des pièces de théâtre. Cette dernière activité supplante les autres de 1903 jusqu'à 1914, les Folies sont durant cette période rebaptisées Théâtre populaire de Belleville, dirigé les trois premières années par Eugène Berny. En 1915, les Folies-Belleville redeviennent un café-concert, qui présente des tours de chant de premier plan jusqu'en 1947, voyant passer entre autres Maurice Chevalier et Édith Piaf. Line Renaud y fait ses débuts parisiens en septembre 1945.
Puis il est transformé en une salle de cinéma, fréquentée assidûment par le jeune Claude Moine, le futur Eddy Mitchell, un enfant du quartier. Le cinéma est actif entre 1946 et 1975.
L'endroit devient enfin un magasin à la fin des années 1980.

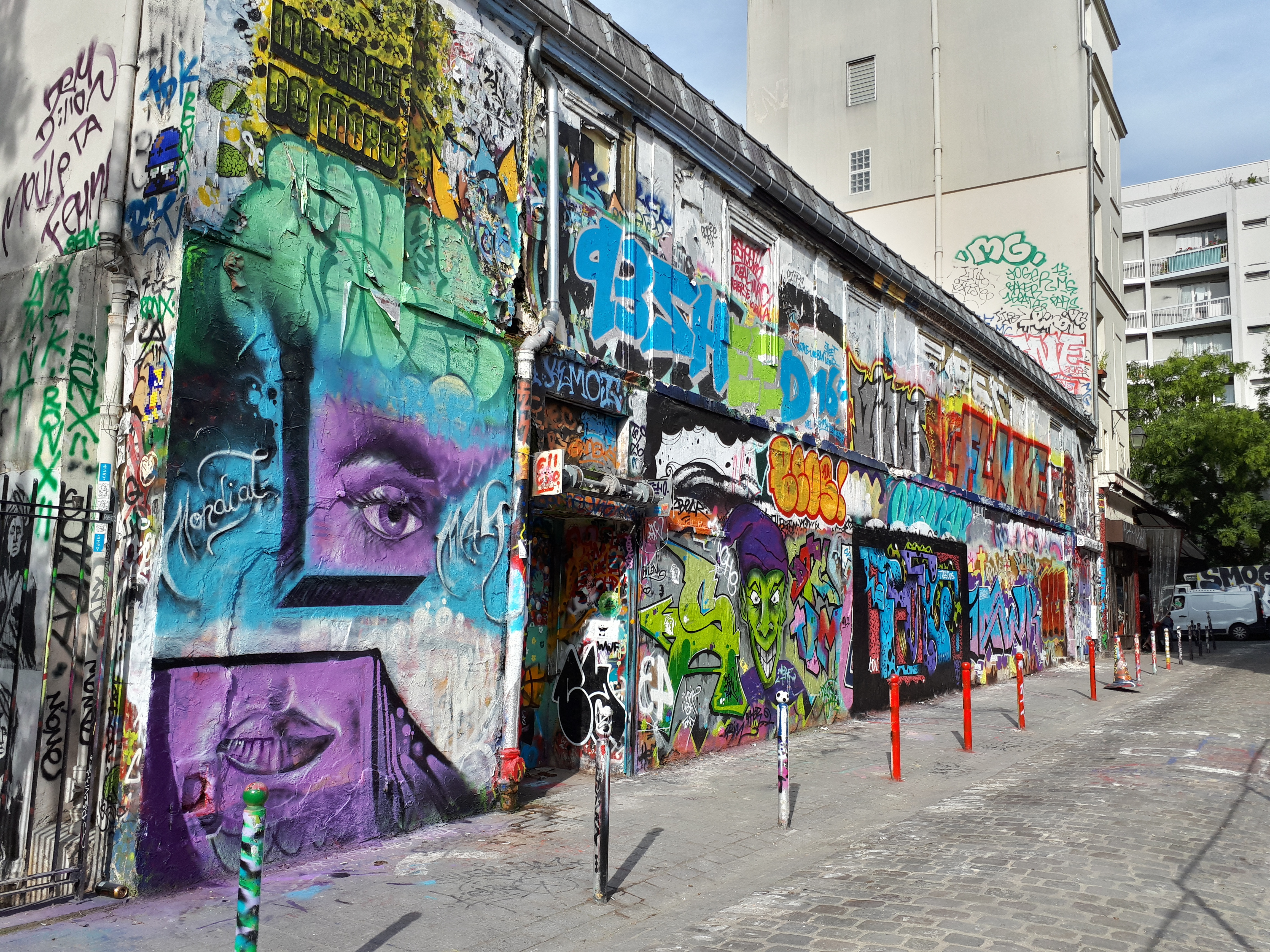
Façade des Folies-Belleville sur la rue Dénoyez (sept. 2017).

Le grand mur aveugle du bâtiment qui longe la rue Dénoyez est depuis plusieurs années entièrement recouverts de graffitis, souvent artistiques, en perpétuel renouvellement.

Le bar qui jouxtait les Folies au 8, rue de Belleville, devenu un bistro parisien de quartier n'a pas disparu, son enseigne Aux Folies conserve la mémoire du lieu, dans une décoration des années 1950. De même existe toujours au numéro 10, un autre bistrot, à l'enseigne Au Vieux Saumur. Tous deux sont les lointains continuateurs du cabaret de Dénoyez.